# 羽民國

圖出自《古今圖書集成·方輿彙編·邊裔典·第一百七卷》

羽民國是《淮南子》所記海外三十六國之一，位於比翼鳥東南方、十六位手臂相連並為黄帝守夜的神人的西方。其人腦袋與臉頰狹長、白頭髮、紅眼睛、長著鳥的尖喙，卵生，背上長著一對翅膀，能飛卻飛不遠。除此，在《山海經·海外南經》中有所記載。

## 記載
羽民國位在滅蒙鳥東南方，羽民國人長著似鳥的長頭，身上長滿羽毛。另一種說法是羽民國位在比翼鳥東南方，它們人面頰尖長，似鳥。
在《楚辭·遠遊》中，羽人的形象及來自《山海經》。

## 畫作

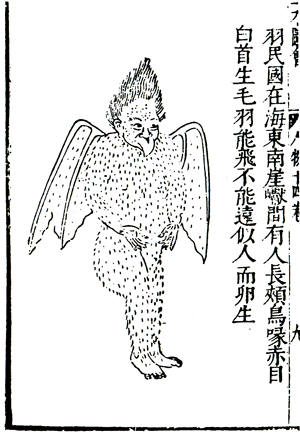
明朝，王圻《三才圖會》》
明朝，胡文煥《山海經圖》